# جان-بيير فارليه
جان-بيير فارليه (بالفرنسية: Jean-Pierre Falret)‏‏ (26 أبريل 1794 - 28 أكتوبر 1870) طبيب نفسي من فرنسا.